# Ивайло Ивков
Ивайло Кирилов Ивков е български юрист и футболен функционер.
Той е изпълнителен директор на ПФК „Левски“ (София) от 13 октомври 2021 г.

## Биография
Син е на „синята“ легенда Кирил Ивков. Магистър е по право.
Има допълнителна квалификация след успешно завършено обучение в Лондон, Великобритания, където придобива професионален сертификат за стратегическа изборна реформа, издаден от International Centre for Parliamentary Studies. Завършва успешно курс по „Електорален мениджмънт“ в Инчон, Южна Корея, организиран от  Асоциацията на световните избирателни органи.
Ивков има богата юридическа практика. Адвокат е към Софийската адвокатска колегия от 1992 г. Консултант и процесуален представител е в областта на гражданското право (облигационно право, търговско право, вещно право), водил е дела пред всички съдилища и особени правораздавателни органи в България, включително пред Върховния административен съд, Върховния касационен съд и Арбитражния съд към Българската търговско-промишлена палата.
Член е 2 мандата на Централната избирателна комисия (ЦИК) от квотата на Реформаторски блок.
От 2001 до 2019 г. е арбитър в Апелативната комисия на УЕФА – висшия правораздавателен орган  за установяване на нарушения и налагане на наказания в европейския футбол със седалище в Нион, Швейцария.